# 326290 Akhenaten
326290 Akhenaten este o planetă minoră (asteroid potențial periculos⁠(d)) din Asteroid Aten. A fost descoperită pe 21 aprilie 1998 la Goodricke-Pigott Observatory⁠(d) de Roy A. Tucker⁠(d). 
Obiectul prezintă o orbită caracterizată de o semiaxă mare de 0,87893092058022 UA, o excentricitate de 0,4402, o înclinație de 3,3785 ° în raport cu ecliptica.